# ピレネー条約
ピレネー条約（ピレネーじょうやく、西: Tratado de los Pirineos、仏: Traité des Pyrénées）は、三十年戦争さなかの1635年に始まり、三十年戦争終結後も継続していたフランスとスペインの間のフランス・スペイン戦争（西仏戦争、1635年 - 1659年）の終戦条約で、1659年に結ばれた。この条約は、2つの国の間を流れるビダソア川にある島であるフェザント島において締結された。

## 背景
フランスは、1620年代のオランダでの反乱と1634年のスウェーデンに対するネルトリンゲンの戦い（1634年）におけるスペインの勝利の後、三十年戦争に突入した。1640年までに、フランスはカタルーニャ君主国（カタルーニャ共和国）における収穫人戦争（1640年 - 1659年）を支援し、スペインの政策に対する妨害を開始していた。一方、スペインはそれに対抗し、1648年にフランスにおけるフロンドの乱を支援した。
1648年のヴェストファーレン条約の交渉では、フランスはアルザスとロレーヌを手に入れ、オーストリアを経由していたネーデルラントへのスペインの接続点を切断した。オーストリアはスペインとフランス間の直接の戦争が生じるように仕向けていた。

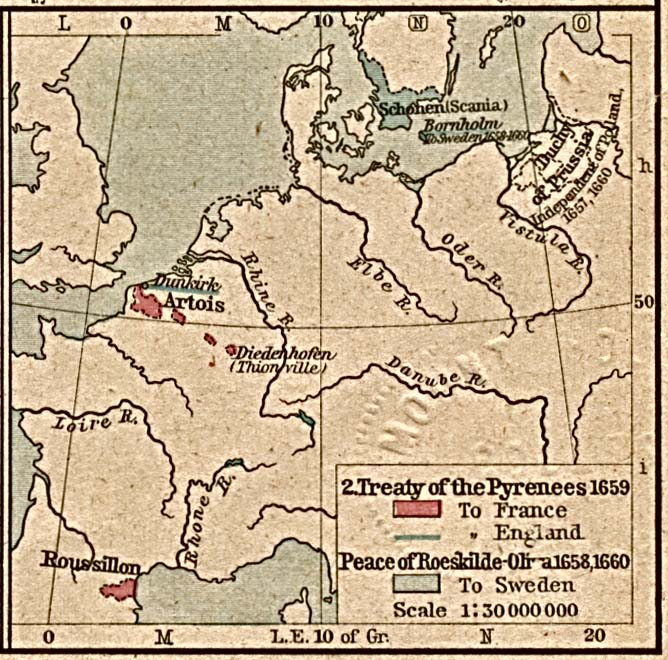
条約によってフランスが新たに獲得した領土

三十年戦争の終結から10年後、イングランド・フランス同盟軍は1658年に砂丘の戦いにおいて勝利を収め、1659年に講和が成立した。

## 条約の内容
フランスはルシヨン、アルトワ、ルクセンブルク公国の一部とフランドルの一部を手に入れ、スペインとの国境をピレネー山脈に固定した。しかし条約には、ピレネー山脈の北にある "全ての村" はフランスの一部であると記されていたため、スペインの飛び地がこのフランスの領域に生じることとなった。リビア（Llívia）の町がそうである。リビアは村でなく町とみなされたため、スペインの支配下にとどまり、スペインのジローナ州サルダーニャの自治区となった。
条約は同様に、ルイ14世とフェリペ4世の娘であるマリー・テレーズの結婚を承認していた。マリー・テレーズには持参金として賠償金をつける代わりに、フランスはスペインの王座に関する権利の放棄を強要された。この賠償金は支払われることなく、1668年のネーデルラント継承戦争、1701年のスペイン継承戦争の原因となった。
敗北とマリー・テレーズの持参金の支払いができない事実は、スペインがヨーロッパの中で重要な位置から転がり落ちたことを示していた。一方、「アンシャン・レジーム」のフランスはその力をつけてきた。

### カタルーニャの行く末

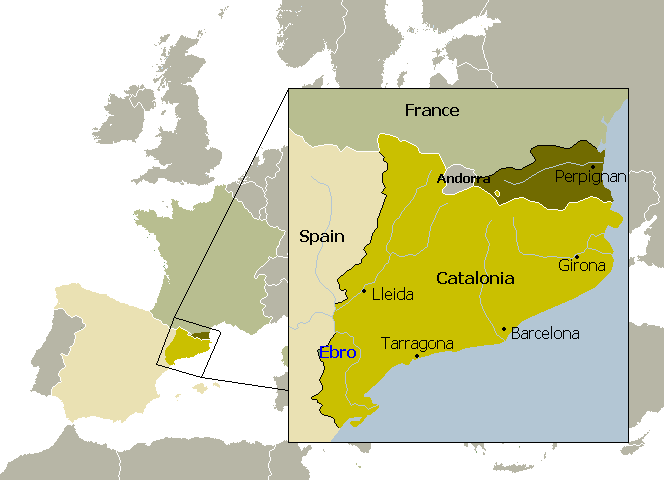
カタルーニャの地図。この地は条約によって分割された。

ルシヨン、コンフラン、ヴァレスピール、カプシール、サルダーニャの半分は、現在サルダーニャ、もしくはフランス領カタルーニャとして知られており、フランス領として残っている。毎年11月7日にカタルーニャでは、これを記憶するイベントをペルピニャン（Perpignan）で開催している。
条約はカタルーニャの社会制度の維持に関して何点かの条項を含んでいた。しかし、ルイ14世はこの部分を尊重しなかった。条約が署名された1年後に、北カタルーニャの社会制度は大きく変わった。1700年4月2日（5月1日より有効）にフランス国王の勅命として、カタルーニャ語を公的に使用することを禁じた。それ以降、フランス語が唯一の公用語となった。